# Gimialcón
Gimialcón település Spanyolországban, Ávila tartományban.  Lakosainak száma 66 fő (2024).
A 10. és 13. század között alapították Xemenfalcón néven, később La Riojából és Baszkföldről népesítették újra.

## Népesség
A település népessége az utóbbi években az alábbiak szerint változott:
| Lakosok száma | 111  | 105  | 102  | 94   | 94   | 86   | 82   | 75   | 74   | 66   |
|               | 2001 | 2004 | 2006 | 2009 | 2011 | 2014 | 2016 | 2019 | 2021 | 2024 |

## Híres személyek
- itt született Luis Gabriel Portillo (1907–1993) spanyol politikus, tanár, író
- itt született Isidro Díaz (1954–) spanyol labdarúgó